# Aeriél Miranda
Aeriél Christine Miranda (Dallas (Texas), 3 de abril de 1992) es una actriz estadounidense. Es conocida por su papel recurrente como Shana Fring en la serie de ABC Family Pretty Little Liars (2013–14). Fue presentada como Shana en el spin-off web de Pretty Little Liars, Pretty Dirty Secrets, antes de aparecer en Pretty Little Liars. Miranda también tuvo un papel recurrente en la serie de ABC Family The Nine Lives of Chloe King en 2011.

## Vida y carrera
Miranda nació y se crio en Dallas (Texas), viviendo temporalmente en Boston, Massachusetts y New Orleans, Luisiana. Ella tiene ascendencia Africana del oeste, Portuguesa, Francesa, Alemana y Caboverdiana.
Antes de trabajar como actriz, Miranda cometió en la quinta temporada del reality A toda prueba. Después compitió en una edición familiar de Fear Factor.

## Filmografía

### Películas
| Año  | Título                 | Papel        | Notas        |
| ---- | ---------------------- | ------------ | ------------ |
| 2012 | Tipping Point          | Gina         | Cortometraje |
| 2013 | Love Triangle          | April        | Secundario   |
| 2015 | Straight Outta Compton | Lavetta      | Protagonista |
| 2016 | Shock                  | Bianka Davis | Protagonista |
| 2016 | Almost Amazing         | Vanessa      | Secundario   |
| 2019 | A Madea Family Funeral | Gia          | Secundario   |

### Series de televisión
| Año         | Título                       | Papel           | Notas        |
| ----------- | ---------------------------- | --------------- | ------------ |
| 2011        | The Nine Lives of Chloe King | Lana            | 4 episodios  |
| 2012        | Pretty Dirty Secrets         | Shana Fring     | 5 episodios  |
| 2013 – 2014 | Pretty Little Liars          | Shana Fring     | 13 episodios |
| 2013        | The Tomorrow People          | Piper Nichols   | 1 episodio   |
| 2014        | Jennifer Falls               | Marissa Rosales | 1 episodio   |